# Polyptoton
Polyptoton（ギリシア語：πολύπτωτον）とは、同じ語根から派生した語（たとえば「strong（強い）」と「strength（強さ）」）を繰り返す修辞技法のこと。関連した技法に、同じ語をそれぞれ違う意味で繰り返す同語異義復言法がある。屈折言語においては、polyptotonは同じ語を繰り返すが、現れるたびに異なる格である（例えば、ラテン語のIuppiter（ジュピター）の主格：Iuppiter、属格：Iovis、与格：Iovi、対格：Iovem、奪格：Iove）。

## 例
- With eager feeding food doth choke the feeder.（しきりに食べさせることで、食べ物は食い手の喉を詰まらせる） - ウィリアム・シェイクスピア『リチャード二世』第2幕第1場37
- Not as a call to battle, though embattled we are.（我々は戦闘隊形を取らせているが、戦えと呼びかけているのではない） - ジョン・F・ケネディ、1961年1月20日の大統領就任演説より